# توماس باترسون بروكمان
توماس باترسون بروكمان هو سياسي أمريكي، ولد في 4 ديسمبر 1797، وتوفي في 20 أغسطس 1859. انتخب عضو مجلس نواب كارولاينا الجنوبية ‏ وانتخب عضو مجلس ولاية كارولاينا الجنوبية ‏.